# Max Brooks

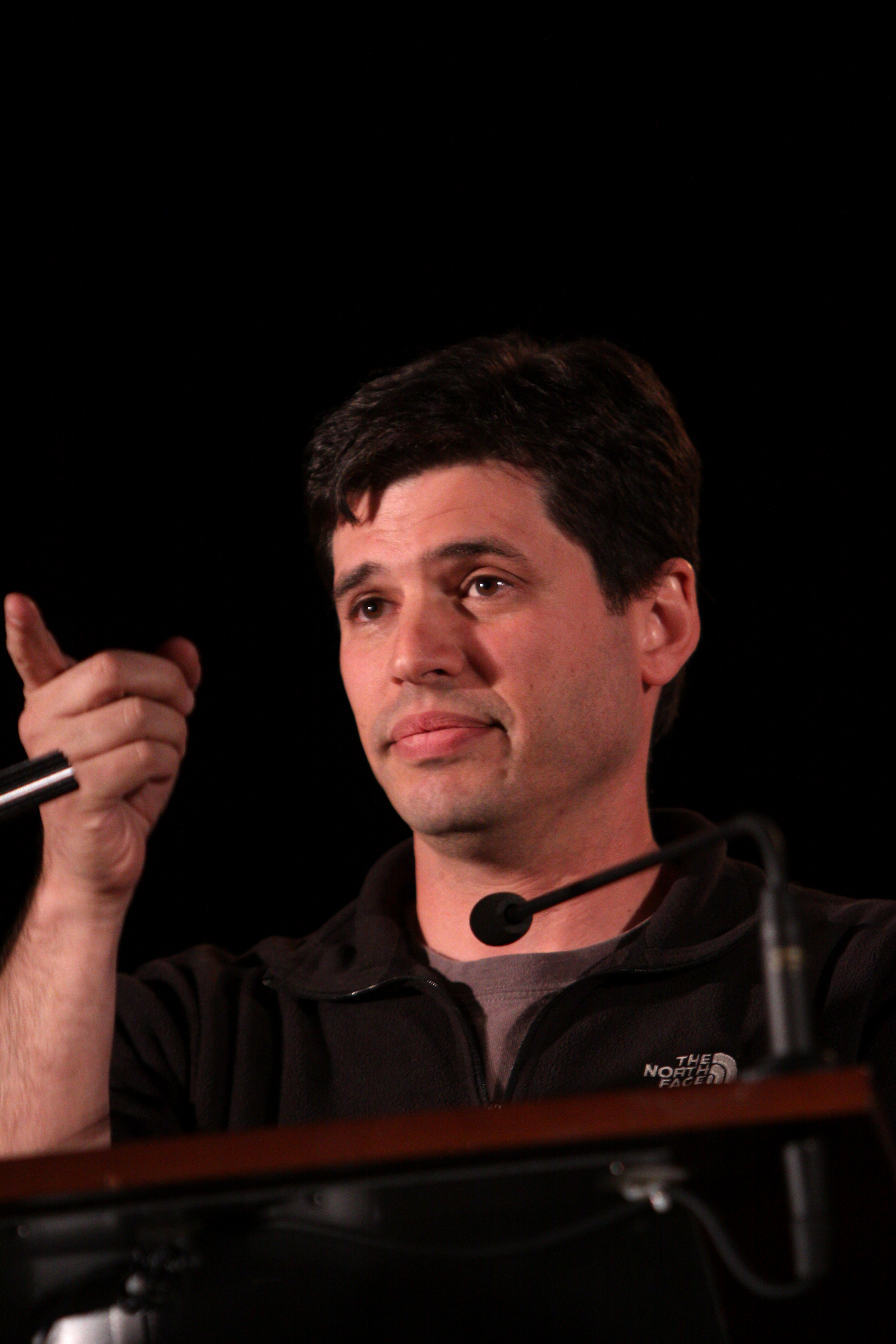
Max Brooks 2011.

Maximillian Michael "Max" Brooks, född 22 maj 1972, är en amerikansk manusförfattare, skådespelare och röstskådespelare med speciell inriktning på filmer och böcker med zombie-tema. Brooks är son till Mel Brooks och Anne Bancroft.
Max Brooks är dyslektiker och läste sin första bok som 15-åring. Trots detta har han författat böckerna The Zombie survival guide (på svenska som Zombie: en överlevnadsguide, översättning: Måns Winberg, Bakhåll, 2013) och World War Z.
Max Brooks fick sina inspirationer från Tjernobyl. Max Brooks hade varit i Tjernobyl i sina yngre dagar och hela berättelsen om kriget kom därifrån.